# Wadajská říše
Wadajská říše, později spíš Wadajský sultanát (arabsky سلطنة وداي‎ Saltanat Waday, francouzsky Royaume du Ouaddaï, fursky Burgu nebo Birgu) byla domorodá a později muslimská monarchie ležící na jižním okraji Sahary na území moderního státu Čad. Hlavním městem byla původně Ouara (Wara) a od druhé poloviny 19. století Abéché.
Oblast byla původně pod vlivem států Dárfúr, Bagirmi a Kánem-Bornu. Za vznik Wadajského sultanátu se pokládá rok 1635, kdy první sultán Abd al-Karim vedl povstání domorodých Mabů, které svrhlo nadvládu před-islámských Tandžúrů, a stal se prvním panovníkem nesoucím titul kolak.
V 19. století nastal územní a ekonomický rozvoj státu. Vládce Muhammad Abd al-Karim Sabun přilákal do země zručné řemeslníky z okolních států a díky výhodné poloze Wadaje na křižovatce karavanních cest z něj učinil obchodní centrum. Z Libye se do země dostaly střelné zbraně a výbojná ideologie senussijského směru islámu. Wadajská armáda prováděla výpady západním směrem až k Čadskému jezeru a do povodí řeky Šari, při kterých zajímala množství otroků. Počet obyvatel Wadajské říše v době jejího největšího rozmachu se odhaduje na dva miliony.
Pro Evropany objevil Wadaj roku 1873 Gustav Nachtigal. Jako jeden z prvních Evropanů navštívil Wadajskou říši český cestovatel Antonín Stecker spolu s německým diplomatem Gerhardem Rohlfsem. Roku 1899 vyhlásili Francouzi svůj nárok na tuto oblast. Sultán Doudmourrah vedl boj proti pronikání cizinců, ale podlehl jejich lepší výzbroji a 2. června 1909 francouzské jednotky obsadily metropoli Abéché a nastolily tam loutkovou vládu. V zemi však existoval i nadále silný ozbrojený odboj, který byl definitivně zlomen v roce 1912, kdy bylo wadajské území oficiálně prohlášeno francouzskou kolonií.
Tradiční wadajský panovník je od roku 1970 uznáván vládou nezávislé Čadské republiky, i když mu zůstaly pouze ceremoniální funkce.
Josef Lukavský vydal roku 1925 román Srdce Evropy, v němž ironicky popisuje tehdejší československé poměry očima exotických návštěvníků z Wadaje.